# Paracles bergi
Paracles bergi là một loài bướm đêm thuộc phân họ Arctiinae, họ Erebidae.